# Ligne Skyrail Midorizaka
La ligne Skyrail Midorizaka (スカイレールみどり坂線, Sukairēru Midorizaka-Seno) était une ligne de navette automatique en monorail à Hiroshima au Japon. Elle était parcourue par de petits monorails suspendus entièrement automatiques, fabriqués par Kobelco. La ligne a fonctionné de 1998 à 2024.

## Histoire
La ligne est ouverte le 28 août 1998, pour un coût de construction d'environ 6,2 milliards de yens. C'était alors le premier transport public japonais à avoir introduit un système de carte à puce pour le paiement.
Le 5 novembre 2022, l'exploitant Skyrail Service annonce la fermeture de la ligne pour la fin 2023 en raison de problèmes de rentabilité et de disponibilité de pièces de rechanges. La ligne ferme finalement le 30 avril 2024 et des bus électriques de remplacement sont mis en place.

## Ligne

### Description
La ligne s'appelle officiellement Hiroshima Short Distance Transit Seno Line car elle relie Midoriguchi et Midori-Chūō, deux stations dans la ville nouvelle de Midorizaka, dans l'arrondissemnet d'Aki à Hiroshima, à la station Seno, correspondance avec la ligne Sanyō du chemin de fer JR West.

### Caractéristiques
- Distance : 1.3 km
- Dénivelée : 160 m
- Vitesse : 18 km/h
- Système : Monorail suspendu
- Stations : 3
- Voie à double sens sur toute la ligne[4]
- Alimentation électrique : (440 V Continu) sur toute la ligne
- Capacité du véhicule : 25 passagers

### Liste des stations
| Station          | Nom japonais | Distance (km) | Correspondances          | Ville     |
| ---------------- | ------------ | ------------- | ------------------------ | --------- |
| Midoriguchi      | みどり口     | 0             | JR West : Sanyō (à Seno) | Hiroshima |
| Midori-Nakamachi | みどり中街   | 0,7           |                          | Hiroshima |
| Midori-Chūō      | みどり中央   | 1,3           |                          | Hiroshima |

## Système et matériel roulant

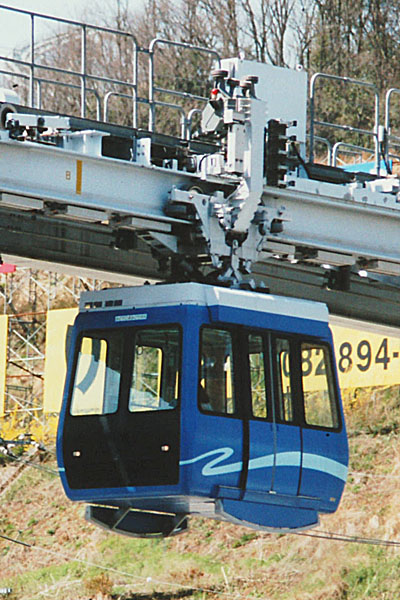
Un monorail Skyrail Service

Le Skyrail est un développement de produit conjoint des sociétés Kobe Steel et Mitsubishi Heavy Industry pour répondre à des besoins de transport inférieurs à 3.200 passagers / heure sur des tracés de moins de quatre kilomètres. Le projet se situe dans le cadre d'un programme de recherches plus général concernant les systèmes de transport sur de courtes distances. Le système peut être exploité en navette, en boucle ou en ligne à voies doubles. Une piste d'essai fut réalisée en 1993 à Mihara.
Le matériel est un mélange entre un monorail, un téléphérique et une télécabine. Le monorail représente l'équivalent du câble porteur d’un téléphérique avec l’avantage que ce monorail a plus de liberté de direction par rapport à un câble porteur qui est tendu en ligne droite entre les deux gares. Comme le téléphérique, cet appareil utilise un câble tracteur qui circule au-dessus du monorail mais les cabines sont débrayables comme pour un télécabine. Au niveau des stations, quand les cabines libèrent le câble tracteur, elles sont prises en charge par un moteur linéaire.

## Exploitation
La gestion de la ligne était assurée par la compagnie Skyrail Service. Un véhicule circulait toutes les dix minutes. Il fallait cinq minutes pour aller de Midoriguchi à Midori-Chūō. Le tarif était de 170 ¥.